# Río Curanilahue
Río Curanilahue är ett vattendrag   i Chile.   Det ligger i regionen Región del Biobío, i den södra delen av landet, 500 km sydväst om huvudstaden Santiago de Chile.
I omgivningen kring Río Curanilahue växer i huvudsak städsegrön lövskog och området är  ganska glesbefolkat, med 22 invånare per kvadratkilometer.